# Lionel Cox
Lionel Malvyne Cox (5 de dezembro de 1930 — 9 de março de 2010) foi um ciclista australiano que participava em competições de ciclismo de pista.
Ele participou nos Jogos Olímpicos de Verão de 1952 em Helsinque, onde ganhou uma medalha de ouro no tandem, fazendo par com Russell Mockridge; e uma de prata competindo na prova de velocidade, atrás de Enzo Sacchi.